# Histoire militaire de la Belgique
L’histoire militaire de la Belgique ne commence pas uniquement dès 1830, date de l'indépendance de ce pays européen, mais elle peut être suivie dès l'époque historique — les œuvres de César — et étudiée jusqu'à nos jours en traversant les diverses périodes de l'histoire.
C'est la perspective qu'a choisie le général Charles Rouen, un des premiers historiens militaires belges, dans son livre L'Armée Belge (1896) et qui a été poursuivie également par le vicomte Charles Terlinden dans son Histoire militaire des Belges (1931).

## Historiens militaires belges
Dès l'indépendance il s'est créé une école historique belge d'histoire militaire, dans laquelle on peut citer :
- le général Bruno Renard.

- le général Alexis-Michel Eenens (1805-1883).

- le général Charles Rouen (1838-19..).

- le vicomte Charles Terlinden (1878-1972).

- le baron Henri Bernard (1900-1987).

## Généraux belges
Voir Armée belge